# Sovínky
Sovínky település Csehországban, a Mladá Boleslav-i járásban. Sovínky Bezno, Strenice, Velké Všelisy, Doubravička és Niměřice településekkel határos. Lakosainak száma 358 fő (2024. január 1.).

## Népesség
A település lakosságának változását az alábbi diagram mutatja:
| Lakosok száma | 365  | 395  | 368  | 274  | 279  | 288  | 299  | 331  | 332  | 358  |
|               | 1869 | 1900 | 1921 | 1961 | 1980 | 2011 | 2016 | 2019 | 2021 | 2024 |